# Namanereis beroni
Namanereis beroni är en ringmaskart som beskrevs av Hartmann-Schröder och Marinov 1977. Namanereis beroni ingår i släktet Namanereis och familjen Nereididae. Inga underarter finns listade i Catalogue of Life.